# IC 206
IC 206 ist eine Balken-Spiralgalaxie vom Hubble-Typ SBdm im Sternbild Walfisch südlich des Himmelsäquators. Sie ist rund 217 Millionen Lichtjahre von der Milchstraße entfernt und hat einen Durchmesser von etwa 65.000 Lj. 
Im selben Himmelsareal befinden sich u. a. die Galaxien NGC 830, NGC 842, IC 207, IC 209.
Das Objekt wurde am 26. Januar 1892 vom französischen Astronomen Stéphane Javelle entdeckt.